# Mystères de Londres
Pour plus de détails, voir Fiche technique et Distribution.
Mystères de Londres (Limehouse Blues) est un film américain en noir et blanc réalisé par Alexander Hall, et sorti en 1934. Le titre du film est tiré de la chanson de jazz Limehouse Blues (1922).

## Synopsis
Dans le quartier londonien de Limehouse, dans un bidonville au bord de rivière. Le Lily Gardens, un nightclub local, appartient au récent immigrant sino-américain Harry Young, qui l'utilise comme centre d'opérations de contrebande.

## Fiche technique
- Titre français : Mystères de Londres
- Titre original : Limehouse Blues
- Réalisation : Alexander Hall
- Scénario : Cyril Hume, Arthur Phillips
- Photographie : Harry Fischbeck
- Montage : William Shea
- Musique : Sam Coslow, John Leipold
- Costumes : Travis Banton
- Producteur : Arthur Hornblow Jr.
- Société de production et de distribution: Paramount Pictures
- Pays d'origine : États-Unis
- Langue : anglais
- Format : noir et blanc – 35 mm – 1,37:1 – mono (Western Electric Noiseless Recording)
- Genre : Film policier
- Durée : 63 min
- Dates de sortie :
  - États-Unis : 11 décembre 1934
  - France : 3 mai 1935

## Distribution
- George Raft : Harry Young
- Jean Parker : Toni
- Anna May Wong : Tu Tuan
- Kent Taylor : Eric Benton
- Montagu Love : Pug Talbot
- John Rogers : Smokey
- Robert Loraine : inspecteur Sheridan
- E. Alyn Warren : Ching Lee
- Wyndham Standing : assistant Commissionnaire Kenyon
- Louis Vincenot : Rhama